# Toshio Hirata
Pour les articles homonymes, voir Hirata.
Toshio Hirata (平田 敏夫, Hirata Toshio) né le 16 février 1938 et mort le 25 août 2014, est un réalisateur d’anime et animateur japonais.

## Biographie
Toshio Hirata est né le 16 février 1938 dans la petite ville de Tendō dans la préfecture de Yamagata au Japon. Il sort diplômé de l'Université d'art de Musashino en 1961 puis intègre le studio Toei dōga. Il y travaille en tant qu'animateur sur plusieurs films du studio comme Anju To Zushio Maru en 1961 ou Wanpaku ōji no orochi taiji en 1963.
Comme beaucoup d'autres animateurs, il quitte Toei pour Mushi Production et travaille comme directeur d'épisode sur de nombreuses séries du studio jusqu'en 1970. Il arrête à cette époque sa collaboration avec Mushi, alors en grosse difficulté financière et travaille pour de nombreux studios. En 1981, il fait ses premiers pas à la réalisation avec Unico du studio Madhouse. Il devient un habitué de ce studio et réalise plusieurs films, moyen métrages et OAV durant les années 80. À partir du milieu des années 90, il a beaucoup ralenti ses activités, ne réalisant qu'une fois (Pet Shop of Horrors en 1999), se contentant du rôle de superviseur ou de storyboarder.
Il tenait une rubrique de 2006 à 2007 sur le site de Madhouse appelée Hirata Kantoku no tsuredzure ninki (平田監督のつれづれ日記, le journal ennuyeux du réalisateur Hirata) qui consistait en une série de dessins agrémentée de ses commentaires.

## Travaux
- 1961 : Anju To Zushio Maru (film) (1961) - Animation
- 1963 : Wanpaku ōji no orochi taiji (film)  - Animation
- 1965-1966 : Le Roi Léo (série télévisée) - Directeur d'épisode (ep 23,24,31,39,47)
- 1967 : Goku no daibōken (série télévisée) - Directeur d'épisode, scénariste
- 1966-1967 : Le Roi Léo S2 (série télévisée) - Directeur d'épisode (ep 4,14,20,26)
- 1968 : Wanpaku Tanteidan (série télévisée) - Directeur d'épisode (ep 5,11,14,24,30)
- 1968 : Fight Da!! Pyuta (série télévisée) - Directeur d'épisode (ep 21)
- 1970 : Ashita no Joe (série télévisée) - Directeur d'épisode (ep 18,21,26,40)
- 1971-1972 : Kunimatsu-sama No Otoridai (série télévisée) - Directeur d'épisode (ep 2,12,18,26,29,34,39)
- 1971-1972 : Shin Obake no Q-Tarō (série télévisée) - Directeur d'épisode
- 1971-1972 : Tensai Bakabon (ja) (série télévisée) - Storyboard (ep 14)
- 1972 : Umi no Toriton (série télévisée) - Storyboard (ep 17)
- 1972-1973 : Akado Suzunosuke (série télévisée) - Storyboard
- 1977-1977 : Jetter Mars (série télévisée) - Directeur d'épisode
- 1981 : Unico (Film) - Réalisateur
- 1983-1984 : Madame Pepperpotte (série télévisée) - Storyboard
- 1985 : Bobby's Girl (moyen métrage) - Réalisateur
- 1986 : Gen d'Hiroshima 2 (film) - Réalisateur
- 1987 : Phénix Yamato/space (OAV) - Réalisateur
- 1987 : Grimm Douwa - Kin no Tori (moyen métrage) - Réalisateur
- 1988 : Hare Tokidoki Buta (moyen métrage) - Réalisateur
- 1993 : O-Hoshisama no Rail (moyen métrage) - Réalisateur
- 1993 : Kappa no Sanpei (カッパの三平?) - réalisateur[2]
- 1994 : BRONZE KoJi NANJo cathexis (OAV) - Storyboard
- 1998-1999 : Master Keaton (série télévisée) - Storyboard (ep 3,16)
- 1999 : Pet Shop of Horrors (OAV) - Réalisateur
- 2001 : Metropolis (Film) - Animateur clé
- 2002 : Mirage of Blaze (série télévisée) - Superviseur
- 2002-2003 : Hanada shōnen-shi (série télévisée) - Storyboard (ep 2)
- 2006-2007 : Death Note (série télévisée) - Storyboard (ep 7,16)
- 2007 : Nezumi Monogatari - George to Gerald no Bouken (film) - chara-design
- 2008 : Stitch ! (série télévisée) - Storyboard (ep 1,4,14,18,23,24,25)
- 2009 : Anyamaru Tantei Kiruminzuu - Storyboard (op)
- 2011 : MARVEL BLADE - Storyboard (ep 3)